# Det ska va gôtt å leva (EP)
Det ska va gôtt å leva är en EP från 1990 av Galenskaparna och After Shave. Låtarna förekom i långfilmen Macken, del 7.
Sången "Gôtt å leva" låg i elva veckor på Svensktoppen under perioden 13 januari-4 mars 1991, med fjärdeplats som högsta placering.

## Låtförteckning
1. Gôtt å leva – Anders och Jan
2. Kärlek är större än bilar – Jan med flera
3. Leta efter pappa – Per och Knut
4. Ingen vet vad pappa gör i Köpenhamn - Lars

## Produktion
- Text och musik av Claes Eriksson.
- Sång av Jan Rippe, Per Fritzell samt Knut Agnred från After Shave, och Anders Erksson (Galenskaparna). Och Lars Berndtsson!

### Fotnoter
1. ↑  ”Macken : Roys & Rogers bilservice : originallåtar från filmen”. Svensk mediedatabas. 25 februari 1990. http://smdb.kb.se/catalog/id/001474925. Läst 19 augusti 2014.
2. ↑  ”Svensktoppen”. Sveriges Radio. 25 februari 1991. http://sverigesradio.se/Diverse/AppData/Isidor/files/2023/3487.txt. Läst 19 augusti 2014.